# 天山韭
天山韭（学名：Allium deserticolum）为葱科葱属的植物。分布于中亚地区以及中国大陆的新疆自治区等地，生长于海拔800米至1,600米的地区，见于干燥山坡，目前已由人工引种栽培。